# Gemini 8
Gemini 8 (GT-8) war ein bemannter Weltraumflug im Rahmen des US-amerikanischen Gemini-Programms.

## Besatzung
Am 20. September 1965, kurz nach der Landung von Gemini 5, gab die NASA die Besatzung für den Flug Gemini 8 bekannt. Dem Ersatzkommandanten von Gemini 5, Neil Armstrong, wurde wie erwartet das Kommando für den nächsten verfügbaren Weltraumflug übertragen. Damit wurde er auch zum ersten US-amerikanischen Zivilisten im Weltraum, die bisherigen Astronauten waren alle Angehörige der US-Streitkräfte.
Als Pilot von Gemini 8 wurde nicht wie erwartet der Ersatzpilot von Gemini 5, Elliot See, eingeteilt. Stattdessen bekam David Scott den Vorzug, womit zum ersten Mal ein Astronaut der dritten Auswahlgruppe zu einem Weltraumeinsatz kam. Der für die Mannschaftseinteilungen zuständige Deke Slayton begründete dies später mit Zweifeln, ob See den physischen Strapazen des geplanten Außeneinsatzes gewachsen gewesen wäre.
Als Ersatzmannschaft wurden Pete Conrad, der bereits mit Gemini 5 im All war, und Richard Gordon eingeteilt.
Verbindungssprecher (Capcom) während des Fluges waren die Astronauten Walter Cunningham und Jim Lovell.

## Vorbereitung
Das Missionsprofil von Gemini 8 sah eine Kopplung an einen Agena-Zielsatelliten vor, wie es bereits für Gemini 6 geplant war. Damals im Oktober 1965 schlug jedoch der Satellitenstart fehl, weshalb dieses Docking auf Gemini 8 verschoben wurde.
Außerdem war geplant, dass David Scott das Raumschiff verlassen und einen Außeneinsatz (EVA) durchführen sollte. Im Gegensatz zum relativ kurzen Ausstieg von Ed White bei Gemini 4 sollte die EVA ca. 90 Minuten dauern, also auch auf der Nachtseite der Erde stattfinden. Des Weiteren sollten zehn wissenschaftliche Experimente durchgeführt werden.
Am 8. Januar 1966 traf das Gemini-Raumschiff in Cape Kennedy ein. Am 13. Januar wurde die Titan-Trägerrakete an der Startrampe errichtet. Das Raumschiff wurde am 31. Januar auf die Trägerrakete montiert.

## Flugverlauf

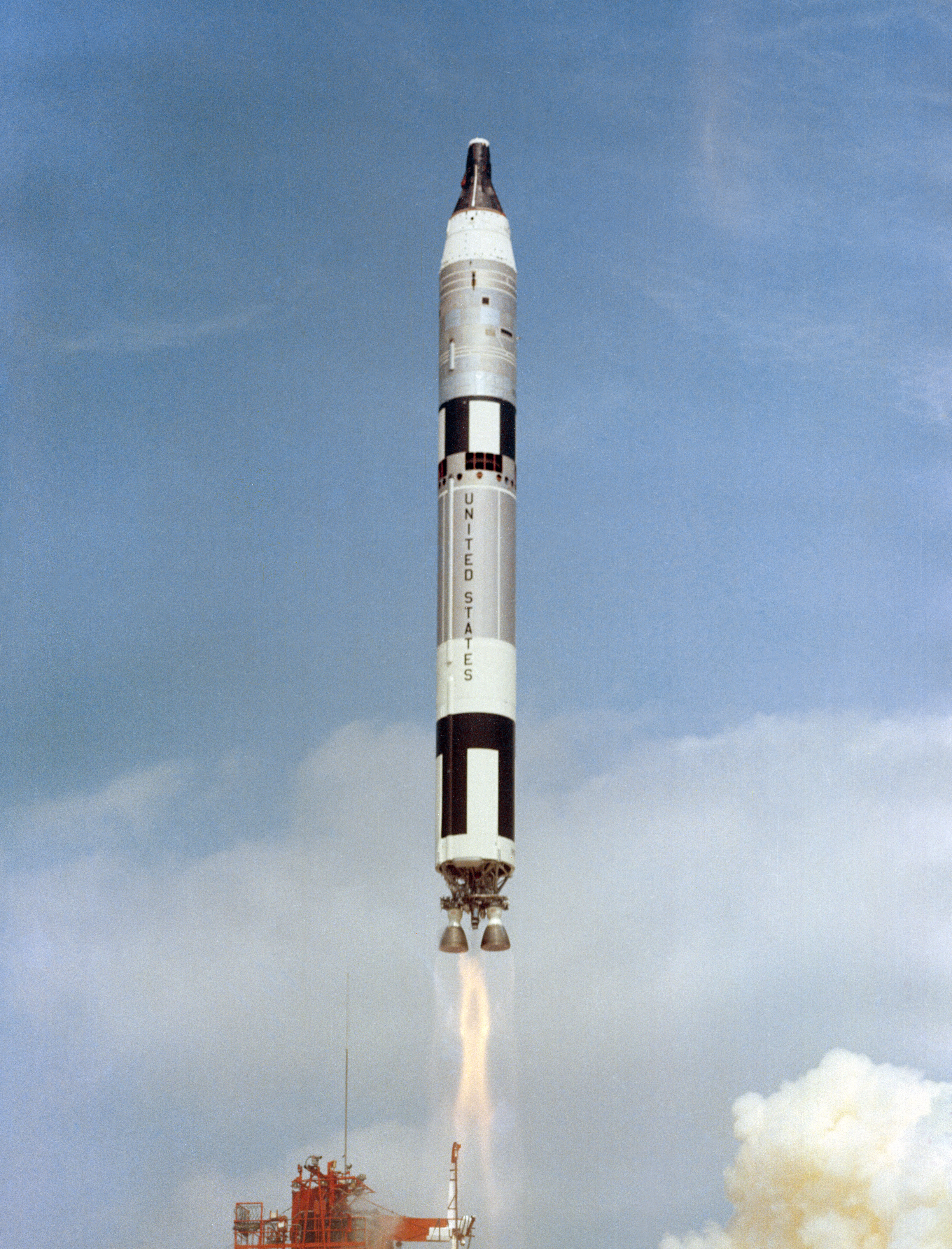
Start von Gemini 8

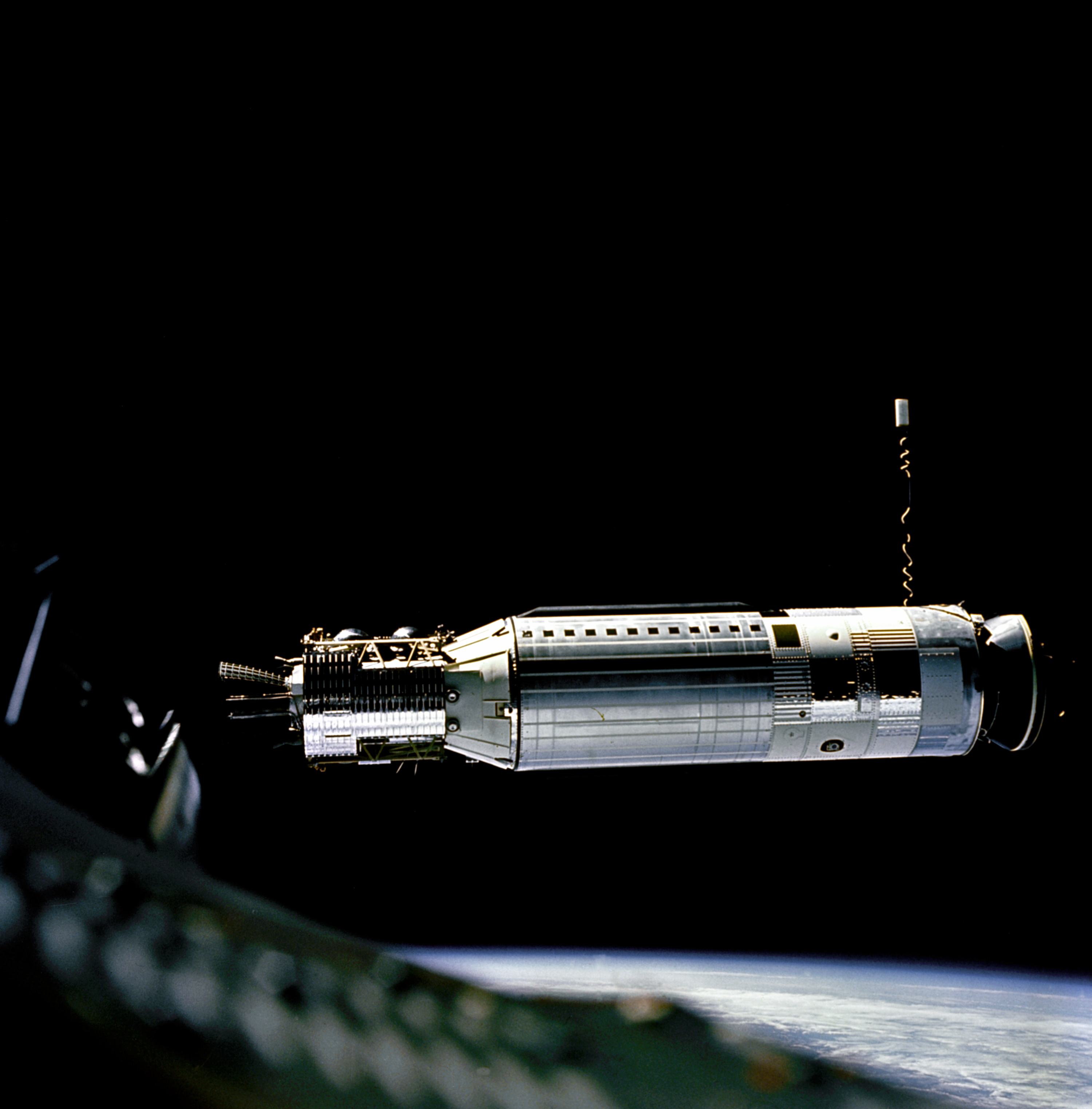
Die Agena von Gemini 8 aus gesehen

Am 16. März wurde der Zielsatellit mit einer Atlas-Agena-Rakete erfolgreich gestartet. Eine Erdumkreisung (ca. 100 Minuten) später folgte Gemini 8 mit den Astronauten Armstrong und Scott. Die Astronauten konnten die Agena aus 330 km Distanz per Radar und aus 140 km Distanz visuell orten, nachdem sie zunächst ihr Apogäum, dann ihr Perigäum und zuletzt ihre Bahnebene an die Umlaufbahn der Agena angepasst hatten. Nach etwa sechs Stunden Flug hatte das Raumschiff den Satelliten eingeholt, kurz darauf und nach einer Inspektion dockte Gemini 8 an. Dies war die erste Kopplung zweier Raumfahrzeuge in der Erdumlaufbahn.
Die Triebwerke der Agena konnten dabei sowohl von der Bodenstation als auch vom Gemini-Raumschiff aus fernbedient werden, und es war geplant, die mechanische Belastung des Gespanns zu testen. Nach einer Änderung der Lage konnte jedoch die Gemini-Agena-Kombination nicht mehr stabilisiert werden, sie begann immer schneller zu rotieren. Zu diesem Zeitpunkt gab es keinen Funkkontakt zu einer Bodenstation, und die Astronauten waren zunächst auf sich gestellt. Sie vermuteten das Problem bei der Agena und lösten sich vom Satelliten, nachdem sie dessen Kontrolle wieder an die Bodenstation übergeben hatten. Ohne die Masse der Agena wurden die Bewegungen jedoch nur noch stärker und erreichten fast die Belastbarkeitsgrenze von Raumschiff und Astronauten – bei einer immer schneller werdenden Rotation war eine Bewusstlosigkeit der Besatzung nicht ausgeschlossen.
Bei einer Rotationsgeschwindigkeit von einer Umdrehung pro Sekunde versuchten Armstrong und Scott das Raumschiff wieder zu stabilisieren, was jedoch erst gelang, nachdem sie statt des Orbitallage-Regelungssystems (OAMS) das Wiedereintrittlage-Regelungssystem (RCS) verwendeten. Kurz darauf konnte das Problem identifiziert werden: Bedingt durch einen Kurzschluss hatte sich eine Düse des Orbitallage-Regelungssystems verklemmt und fortwährend gefeuert.
Durch diese Manöver hatte Gemini 8 nun so viel Treibstoff verbraucht, dass an eine Fortsetzung der Mission nicht zu denken war. Bei der nächsten Gelegenheit wurde die Rückkehr zur Erde eingeleitet. Da es über dem Atlantischen Ozean bereits Nacht war, ging die Landekapsel im Pazifik nieder. Dieser Raumflug hatte nur knapp elf Stunden gedauert.
Schon kurz nach der Wasserung wurde Gemini 8 von einem Rettungshubschrauber erreicht, der von Okinawa gestartet war. Taucher sicherten die Landekapsel, bis nach drei Stunden der Zerstörer USS Leonard F. Mason Gemini 8 erreichte und die erschöpften Astronauten an Bord nehmen konnte.

## Bedeutung für das Gemini-Programm

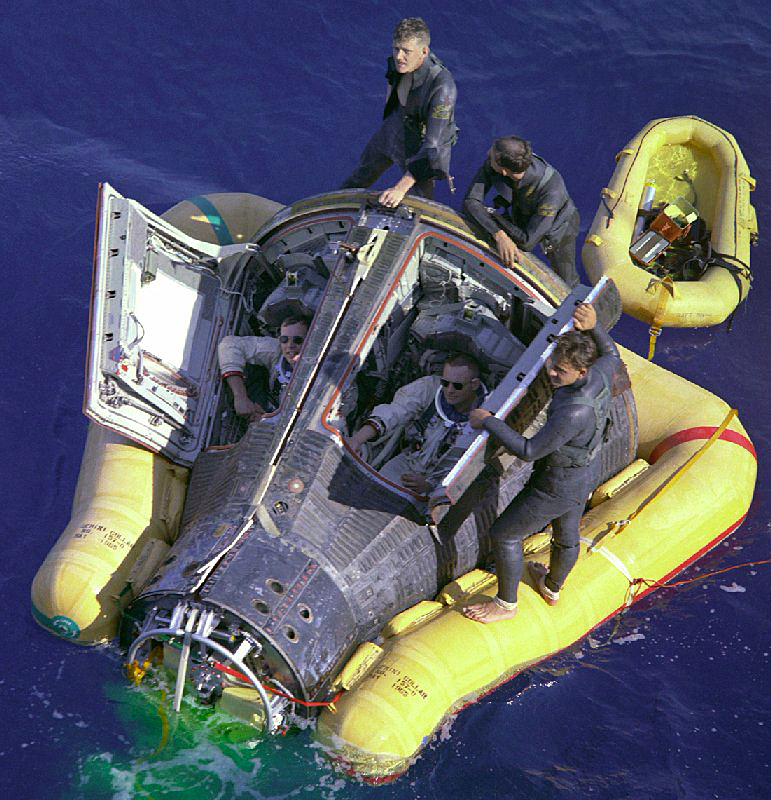
Scott und Armstrong warten auf das Bergungsschiff

Einerseits war dies die erste gelungene Kopplung zweier Raumfahrzeuge (das erste Mal, dass die Amerikaner gegenüber der Sowjetunion einen Vorsprung hatten), andererseits auch der erste Weltraumflug, der wegen einer Notsituation abgebrochen werden musste.
Das Problem mit der verklemmten Steuerdüse trat während eines ungünstigen Zeitpunkts auf, als zufälligerweise viele wichtige Personen nicht erreichbar waren. Einige NASA-Führungskräfte waren bei einem Bankett, während die Experten des Raumschiff-Herstellers McDonnell sich gerade auf dem Flug von Cape Kennedy nach Houston befanden, um von der dortigen Leitstelle Lyndon B. Johnson Space Center den Flug weiter zu verfolgen. Für weitere Weltraumflüge wurde gewährleistet, dass wichtige Personen nicht alle gleichzeitig unterwegs waren und dass McDonnell-Mitarbeiter während des Fluges jederzeit in der Leitstelle in Houston zur Verfügung standen.
Der Agena-Satellit blieb im Orbit, wurde ferngesteuert in eine andere Umlaufbahn gebracht und diente vier Monate später als Ziel für ein Rendezvous-Manöver von Gemini 10.